# Kreuzberglkirche

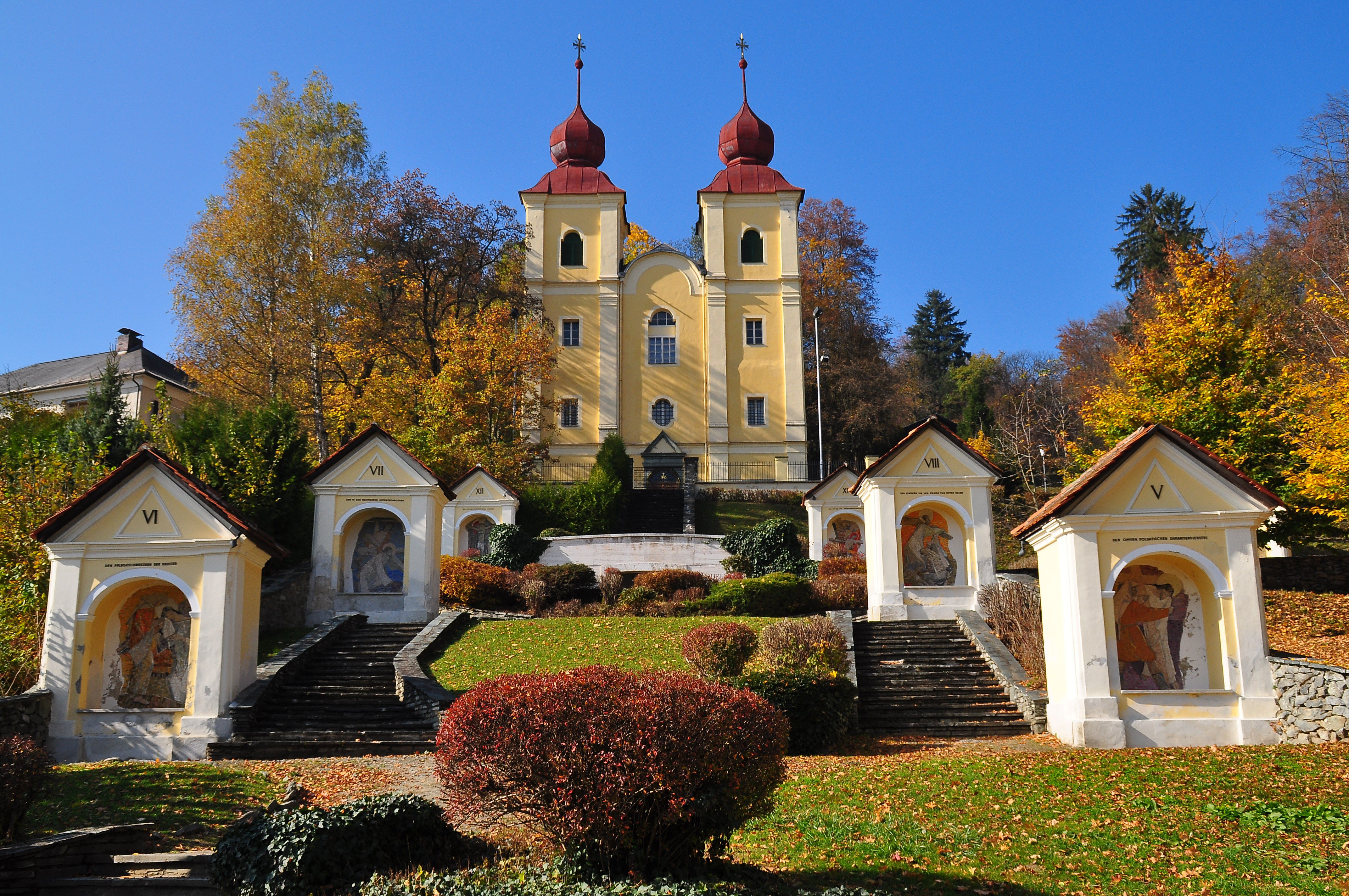
Kreuzberglkirche mit Landesgedächtnisstätte

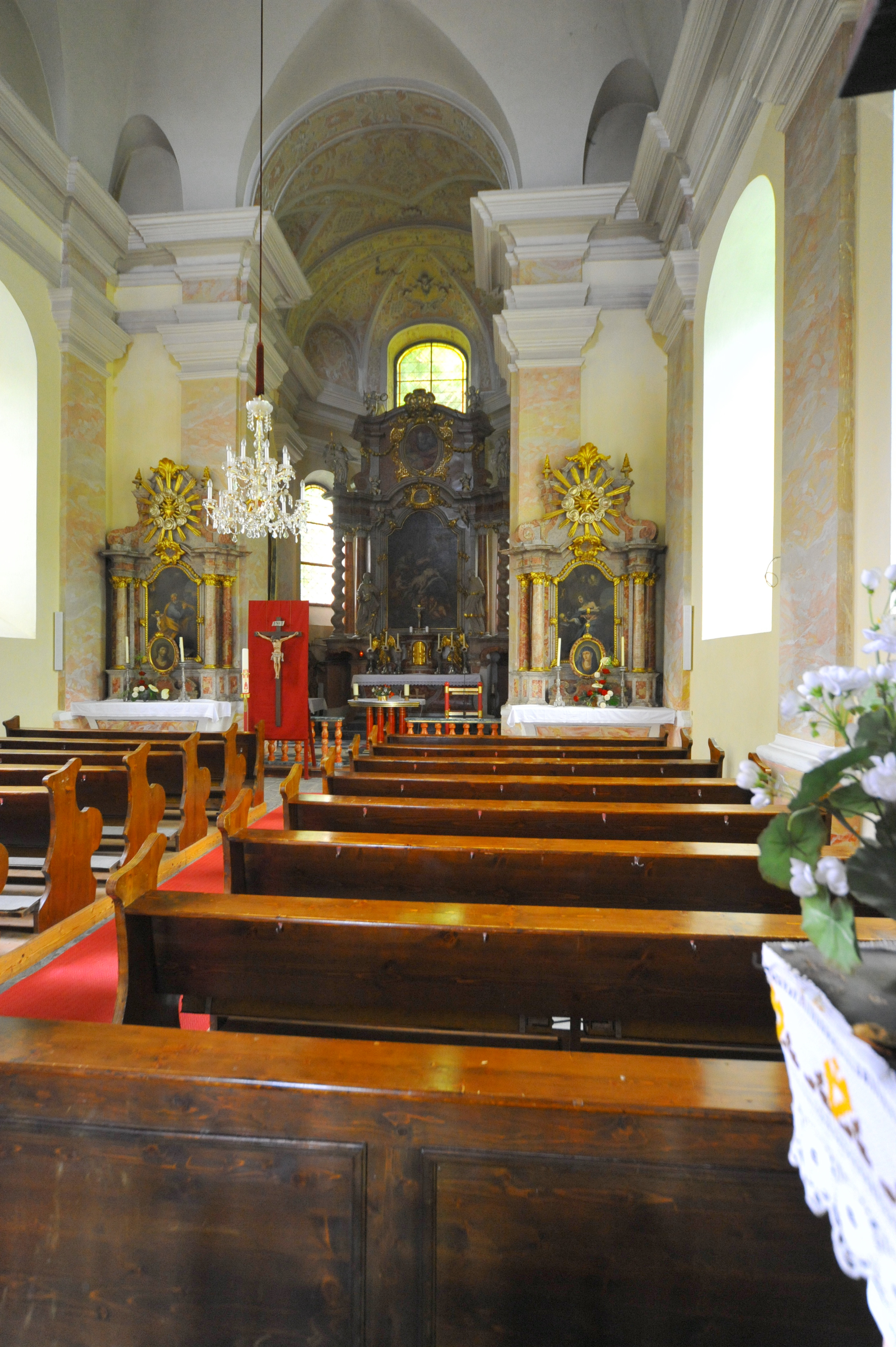
Innenansicht

Die Kreuzberglkirche ist die Kalvarienbergkirche am Kreuzbergl in Klagenfurt. Die Kirche ist ein Rektorat der Stadtpfarrkirche St. Egid, mit der sie eine städtebauliche Achse bildet.

## Geschichte
1692 ließ Christoph Anton von Leilersperg am Kreuzbergl eine große Kalvarienberggruppe aufstellen. 1737 schenkte der Abt von Viktring der Gottesleichnamsbruderschaft den Grund für den Bau einer Kirche, die 1742 geweiht wurde.

## Baubeschreibung
Der barocke Bau besteht aus einem quadratischen Langhaus, einem eingezogenen, einjochigen Chor mit Dreiachtelschluss sowie zwei kleineren Anbauten an der Nord- und Südseite. Die Ostfassade mit einem von barocken Zwiebelhelmen bekrönten, gedrungenen Turmpaar weist eine schlichte Pilastergliederung auf.
In der kleinen Vorhalle unter der Orgelempore wölbt sich eine Flachtonne mit Stichkappen. Das zentralraumartige Langhaus wird durch marmorierte Pilaster und reich profiliertes Gebälk gegliedert. Das kuppelige Tonnengewölbe mit Stichkappen wurde von Josef Ferdinand Fromiller mit einer gemalten Scheinkuppel mit Architekturprospekt und dem Schweißtuch Christi bemalt. Im Chor erhebt sich ein Tonnengewölbe mit Stichkappen. Die um 1740 entstandene, qualitätvolle Stuckdekoration stammt vermutlich von Anton Gigl.

## Einrichtung
Der Hochaltar aus Stuckmarmor mit glatten und gedrehten Säulen zeigt am Altarblatt die Beweinung Christi. Seitlich stehen die Statuen der heiligen Franz Xaver und Johannes Nepomuk. Das Gemälde des linken Seitenaltars stellt Petrus nach dem Verrat dar, das Bild des rechten Seitenaltars Maria Magdalena. Die drei Altäre stammen aus der Bauzeit der Kirche. Von Fromiller stammen neben den drei Altarblättern auch die Gemälde mit dem Tod Josefs und der Krönung Mariens.  Weiters besitzt die Kirche ein Gemälde der Leiden Christi, Bilder der heiligen Notburga aus der Mitte des 18. Jahrhunderts und eines Gnadenstuhles von 1741 sowie an der Chorsüdseite eine barocke Statue des Johannes Nepomuk.